# زپلین (فیلم)
«زپلین» (انگلیسی: Zeppelin (film)) یک فیلم به کارگردانی Étienne Périer است که در سال ۱۹۷۱ منتشر شد. از بازیگران آن می‌توان به مایکل یورک، الکه زومر، روپرت دیویس، الکساندرا استوارت، ماریوس گورینگ و رانالد آدام اشاره کرد.